# The Flight of Wealth
The Flight of Wealth è un cortometraggio muto del 1913 diretto da W.P. Kellino.

## Trama
Una banconota da cinque sterline vola nel vento inseguita da un uomo che cerca di recuperarla.

## Produzione
Il film fu prodotto dalla EcKo.

## Distribuzione
Distribuito dalla Universal Pictures, il film - un cortometraggio di 126 metri - uscì nelle sale cinematografiche britanniche nel giugno 1913.